# Чайне Управління Індії
Чайне Управління Індії або Чайна Рада Індії (англ. Tea Board of India) — урядова організація Індії, яка регулює вирощування, виробництво та торгівлю чаєм.
Чайне Управління Індії було засновано з прийняттям Чайного Закону в 1953 році. Штаб-квартиру було розташовано в Калькуті. Зараз Управління очолює голова Басудев Банерджи (Basudev Banerjee). Складається Управління з постійних комітетів: Виконавчий комітет, Комітет з розвитку, Комітет із соціального забезпечення працівників та Комітет сприяння експорту.
Серед завдань Чайного Управління Індії — підтримка вирощування, виробництва та пакування чаю, фінансова підтримка науково-дослідних організацій.
Чайне Управління Індії також контролює сертифікацію виробників та чайних трейдерів. Ця сертифікація покликана забезпечити оригінальність чаїв і контроль за походженням, як наприклад, дарджилінґів, та зменшити кількість підробок.
Також Управління координує торгівлю чаєм та забезпечує підтримку торгівлі індійським чаєм поза межами Індії.
Офіси розташовані в Калькуті, Лондоні, Москві та Дубаї.